# Identificador exclusivo
Com referência a um dado (possivelmente implícito) conjunto de objetos, um identificador exclusivo ou identificador único (do inglês unique identifier, sigla UID) é qualquer identificador que é garantido de ser único entre todos os identificadores utilizados para os objetos e para um propósito específico. Existem três tipos principais de identificadores únicos, correspondendo, cada uma diferente estratégia de geração:
- números de série, atribuídos de forma crescente ou sequencialmente
- números aleatórios, selecionados a partir de um espaço de número muito maior do que o máximo (ou esperado) número de objetos a serem identificados. Embora não seja realmente original, alguns identificadores desse tipo podem ser apropriados para identificação de objetos em muitas aplicações práticas e são, com abuso de linguagem, ainda referidos como "únicos"
- nomes ou códigos atribuídos pela escolha, que são forçados a ser única, por manter uma central de registro, tais como a EPC de Serviços de Informação.

Os métodos acima podem ser combinados, de forma hierárquica, ou isoladamente, para a criação de outros esquemas geração que garantem a exclusividade.
Em muitos casos, um único objeto pode ter mais de um identificador exclusivo, cada um que se identifica com um propósito diferente.
Em bancos de dados relacionais, certos atributos de uma entidade que servem como identificadores exclusivos são chamados de chaves primárias.

## Exemplos
- Número de identificação nacional
- Código eletrônico de Produto (EPC)
- Unidade de Manutenção em estoque (SKU)
- Número da peça
- Identificador Universalmente Exclusivo
- O esquema de numeração de
- O Track & Trace
- Banco, número de cartão de

### Número de identificação nacional
Número de identificação nacional é utilizado pelos governos de muitos países como um meio de controle de seus cidadãos, residentes permanentese residentes temporários para fins de trabalho, a tributação, o governo benefícios, cuidados de saúde, e outros relacionados com a governação funções.

#### Aadhaar, o UID da Índia
Aadhaar é um número nacional de identificação de 12 dígitos atribuídos a residentes da Índia para a vida. Seu formato é 1234-5678-9012 onde os 11 dígitos são usados como um número de seqüência e o mais à direita de 1 dígito como uma detecção de erro de verificação de soma de um dígito. Aadhaar Número (UM) não é uma prova de cidadania. Ele só garante a identidade; não de direitos, benefícios ou direitos. Identificação única Autoridade da Índia (UIDAI), uma agência do governo, é o Secretário de Identidades. Ele foi criado em janeiro de 2009, e começou a atribuição de UM de setembro de 2010.
Em abril de 2015, 814,495,057 tem sido atribuídos. Em julho de 2014, esse número era de 641,932,798. Em setembro de 2013, foi 416,992,803.
Aadhaar é uma identidade digital, imediatamente verificáveis online no ponto de serviço (PoS), a qualquer tempo, em um modo sem papel. O governo espera que ele vai ativar pessoas subprivilegiadas para acesso a prestações de segurança social, que foram privados até agora, devido à falta de identidade própria.

### Química
- Nomenclatura IUPAC
- Número de registo CAS

### Computação
- Organizationally Unique Identifier
- Identificador Globalmente Exclusivo
- Identificador Universalmente Exclusivo
- Identidade de correlação
- World Wide Nome De Porta
- Endereço MAC

### Economia
- Sistema Harmonizado

### A arquitetura da Internet e normas
- Request for Comments (RFC)
- Internet Standard (STD)
- Best Current Practice (BCP)
- For Your Information (FYI)
- Internet Draft (I-D)
- Internet Experiment Note (IEN)
- RARE Relatórios técnicos (RTR)

### Legal
- Bates numbering
- European Case Law Identifier (ECLI)
- Lex (URN)

### Publicações de Matemática
- Mathematical Reviews
- Identificado Zentralblatt MATH

### Ciência
- Nome sistemático

### Transporte
- Associação internacional de Transporte Aéreo códigos de aeroporto
- Maritime Mobile Service Identity
- IMO number para idenficar navios no alto mar
- IMO recipiente de códigos de acordo com a ISO 6346 para o transporte de contentores
- UIC números de vagão
- Transporte ferroviário dos Estados Unidos  Relatórios marcas